# San Tommaso ai Cenci
San Tommaso ai Cenci ou Igreja de São Tomé em Censi é uma igreja de Roma, Itália, localizada no rione Regola, na Piazza Cenci. Uma saída lateral desta praça leva diretamente à Piazza delle Cinque Scole, já no rione Sant'Angelo. É dedicada a São Tomé.
É uma igreja subsidiária de Santi Biagio e Carlo ai Catinari. 

## História
Esta igreja está incorporada ao Palazzo dei Censi, nas margens do Tibre, onde, na Idade Média, ficavam os molhes, de onde vem um nome alternativo para ela, "in capite molarum" ("acima dos molhes"). Antigamente era também conhecida como San Tommaso Fraternitatis, pois foi, por um certo tempo, sede da "Romana Fraternitas", uma das mais importantes sociedades religiosas romanas. A partir do século XV, por causa do vizinho Palazzo dei Cenci é que adquiriu seu nome atual.
Nos relatos da visita de Mariano Armellini lê-se o seguinte sobre ela:
| “ | Dizia-se antigamente desta igreja "De capite molarum, nunc de Cenciis" [antes acima dos molhes, hoje dos Cenci], fica no Regola, ao longo do monte Censi, é afiliada a San Lorenzo in Damaso. Nela está uma imagem do Salvador e de São Tomé tocando-Lhe as chagas. A direta está uma capela com uma pintura de São Francisco, que se diz ter sido fundada por Cristoforo Cenci, mas hoje propriedade de Felice e Cristoforo Cenci, herdeiros do primeiro. Há uma capela ou altar onde a invocação de Nossa Senhora de Sabarra, que hojé é propriedade de Don Giulio de Cenci, que gera uma renda de cerca de 100 scudi. Há uma sepultura para crianças, uma para os meninos e outra para as meninas. Há uma única nave dividida. Numa se celebra São Tomé nas primas e a segunda, nas vésperas. Não existe um batistério, pois eles se realizam em San Lorenzo in Damaso. Há acima da porta uma inscrição que relembra que esta igreja é um giuspatronato dos Cenci. Há uma renda de 250 scudi. Em 1554, Rocco Cenci obteve do papa Júlio III o giuspatronato desta igreja.... o papa Pio IV, em 1559, através da bula Ratione congruit, confirmou a dita concessão obtida pelos bispos de Tivoli... Na igreja estão três altares para a invocação de São Tomé, à esquerda o do Santíssimo Crucifixo ou de Santa Catarina, sem dote, e um outro para a invocação de Nosso Senhor Jesus Cristo. A paróquia consiste aproximadamente 25 casas. No campanário há dois sinos | ” |
|   | — Armellini. |   |

Entre os dois portais da fachada está uma inscrição funerária romana de "Marco Cincio Teófilo" (em latim: Marcus Cincius Theophilus). Pela similaridade dos nomes, foi mantida pelos Cenci.
No interior, a planta é retangular; o altar-mor conserva um tondo de murra turchina, uma variedade de mármore muito rara, o único exemplar conhecido em toda Roma. Na primeira capela à esquerda, está a "História da Virggem", de Sermoneta (1585).
Hoje a igreja pertence à Confraria dos Vetturini, que, todos os anos, em 11 de setembro, faz celebrar uma missa em lembrança do suplício de Beatriz e Giacomo Cenci.

## Galeria

Imagens da igreja
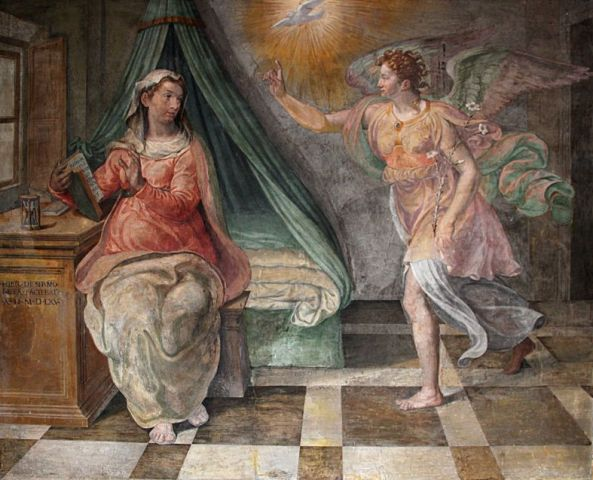
Anunciação de Girolamo Siciolante da Sermoneta.
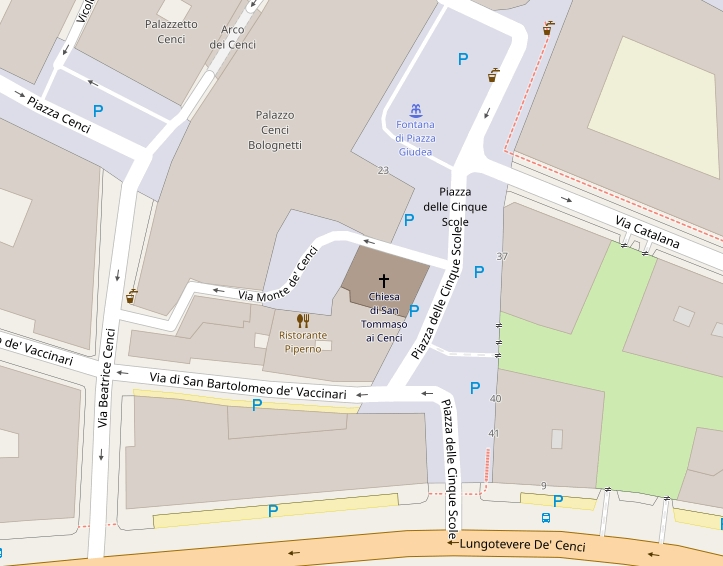
Localização da igreja.